# Gonzalo Pizzichillo
Gonzalo Pizzichillo (Paysandú, 20 de junio de 1984) es un exfutbolista uruguayo que jugaba como delantero. 
Pizzichillo se formó en uno de los clubes más fuertes de su ciudad natal, el Estudiantil Sanducero. Un muy buen trabajo en su club hizo que con 18 años fuera convocado a la selección de Uruguay. Allí se destacó al punto de lograr su transferencia al Club Atlético Peñarol, donde comenzó su carrera profesional.

## Clubes[1]
- Estudiantil Sanducero (1995-2003)
- Peñarol (2004-2006)
- Central Español (2006)
- Rampla Juniors (2007)
- Olbia Calcio (2007)
- Vaduz (2008)
- Wanderers (2008)
- Juventud (2008-2009)
- Irapuato (2009 - 2010)
- Olmedo (2010 - 2011)
- El Tanque Sisley (2010 - 2012)
- Deportivo Suchitepequez (2012 - 2013)
- Cúcuta Deportivo (2013 - 2014)

## Palmarés

### Torneos Nacionales
| Título                    | Club    | País    | Año  |
| ------------------------- | ------- | ------- | ---- |
| Liguilla Pre-Libertadores | Peñarol | Uruguay | 2004 |